# Audi 225

Audi 225 Roadster

Der Audi Front 225 ist ein Pkw der gehobenen Mittelklasse mit Frontantrieb, den die zur Auto Union AG gehörende Marke Audi als Nachfolger des Modells Audi Front UW (a) im Februar 1935 auf der 25. Internationalen Automobil- und Motorrad-Ausstellung (IAMA) in Berlin vorstellte. Der 2,3-Liter-Sechszylindermotor des Audi Front 225 entsprach dem des Wanderer W 245. Als Nachfolger kam 1938 der Audi 920 mit einem neuen 3,2-Liter-Motor und Hinterradantrieb auf den Markt.

## Modellgeschichte und Technik
Der von Ferdinand Porsche bereits 1931 für den Wanderer W 20 konstruierte obengesteuerte 2-Liter-Reihenmotor wurde auf 2,3 Liter Hubraum vergrößert und leistet 50 PS (36,8 kW) bei 3500/min (ab 1937: 55 PS (40,5 kW) bei 3800/min). Das vor dem Motor liegende Viergang-Getriebe mit synchronisiertem 3. und 4. Gang wird über einen Schalthebel an der Armaturentafel betätigt. Der Wagen mit Zentralkastenrahmen hat vorn Einzelradaufhängung mit obenliegenden Querlenkern und Querblattfeder unten und hinten Schwingarme mit untenliegender Querblattfeder. Er war als 4-türige Sport-Limousine, 4-türige Limousine (6 Fenster), 2-türiges Cabriolet (2 oder 4 Fenster) oder 2-türiger Roadster verfügbar.
Die Audi Front 225 Limousinen wurden aus Kapazitätsgründen im Werk Horch der Auto Union AG in Zwickau produziert. Die Cabriolets baute Gläser in Dresden mit den von Horch zugelieferten Fahrgestellen.

## Technische Daten
| Typ Front 225         | Typ Front 225                                                      |
| --------------------- | ------------------------------------------------------------------ |
| Baujahre              | 1935–1938                                                          |
| Aufbauten             | L4, Cb2, R2                                                        |
| Motor                 | Reihen-Sechszylinder-Viertakt-Ottomotor                            |
| Ventilsteuerung       | OHC-Ventilsteuerung (obengesteuert)                                |
| Bohrung × Hub         | 71 mm × 95 mm                                                      |
| Hubraum               | 2257 cm³                                                           |
| Nennleistung          | 50 PS (36,8 kW) bei 3500/min ab 1937: 55 PS (40,5 kW) bei 3800/min |
| Verbrauch             | 14 l/100 km                                                        |
| Höchstgeschwindigkeit | 105 km/h                                                           |
| Leergewicht           | 1325–1350 kg                                                       |
| zul. Gesamtgewicht    | 1775–1800 kg                                                       |
| Bordspannung          | 12 Volt                                                            |
| Länge                 | 4500 mm                                                            |
| Breite                | 1650 mm                                                            |
| Höhe                  | 1575 mm                                                            |
| Radstand              | 3100 mm                                                            |
| Spur vorn/hinten      | 1350 mm/1400 mm                                                    |
| Wendekreis            | 12,5 m                                                             |

- L4 = 4-türige Limousine
- Cb2 = 2-türiges Cabriolet
- R2 = 2-türiger Roadster